# Yaroslav Rybakov
Yaroslav Rybakov (Bielorrusia, 22 de noviembre de 1980) es un atleta nacido bielorruso nacionalizado ruso, especialista en la prueba de salto de altura, con la que llegó a ser campeón mundial en 2009.
Su mejor marca personal en 2,38 metros, conseguida en Estocolmo en 2005.

## Carrera deportiva
Su mayor éxito deportivo ha sido en el Mundial de Berlín 2009 donde gana la medalla de oro en salto de altura, con una marca de 2,32 metros, por delante del chipriota Kyriakos Ioannou y del polaco Sylwester Bednarek y alemán Raúl Spank, estos dos últimos empatado con la medalla de bronce.
Pero además ha conseguido otras tres medallas de plata también en campeonatos mundiales, y una medalla de bronce en las Olimpiadas de Pekín 2008.